# Улмен (Ајфел)
Улмен (њем. Ulmen) град је у њемачкој савезној држави Рајна-Палатинат. Једно је од 92 општинска средишта округа Кохем-Цел. Према процјени из 2010. у граду је живјело 3.265 становника. Посједује регионалну шифру (AGS) 7135083.

## Географски и демографски подаци
Улмен се налази у савезној држави Рајна-Палатинат у округу Кохем-Цел. Град се налази на надморској висини од 452 метра. Површина општине износи 28,6 km². У самом граду је, према процјени из 2010. године, живјело 3.265 становника. Просјечна густина становништва износи 114 становника/km².

## Међународна сарадња
| Мјесто | Држава    | Врста сарадње | Од    |
| ------ | --------- | ------------- | ----- |
|        | Француска | партнерство   | 1996. |
| Извор  |           |               |       |